# Kingstown (Carolina del Nord)
Kingstown és una població dels Estats Units a l'estat de Carolina del Nord. Segons el cens del 2000 tenia 845 habitants.

## Demografia
Segons el cens del 2000, Kingstown tenia 845 habitants, 258 habitatges i 210 famílies. La densitat de població era de 185,4 habitants per km².
Dels 258 habitatges en un 30,2% hi vivien nens de menys de 18 anys, en un 47,7% hi vivien parelles casades, en un 29,1% dones solteres, i en un 18,6% no eren unitats familiars. En el 17,1% dels habitatges hi vivien persones soles el 5,4% de les quals corresponia a persones de 65 anys o més que vivien soles. El nombre mitjà de persones vivint en cada habitatge era de 3,24 i el nombre mitjà de persones que vivien en cada família era de 3,59.
Per edats la població es repartia de la següent manera: un 31,6% tenia menys de 18 anys, un 9,8% entre 18 i 24, un 22,8% entre 25 i 44, un 26,5% de 45 a 60 i un 9,2% 65 anys o més.
L'edat mediana era de 33 anys. Per cada 100 dones de 18 o més anys hi havia 84,1 homes.
La renda mediana per habitatge era de 32.054 $ i la renda mediana per família de 33.281 $. Els homes tenien una renda mediana de 24.583 $ mentre que les dones 20.903 $. La renda per capita de la població era d'11.956 $. Entorn del 18,4% de les famílies i el 17,8% de la població estaven per davall del llindar de pobresa.

## Poblacions més properes
El següent diagrama mostra les poblacions més properes.